# José Luis Pernas
José Luis Pernas Martín (Las Palmas de Gran Canaria, Canarias, 5 de enero de 1943) es un poeta español.

## Biografía
Estudió Ciencias Físicas en la Universidad de La Laguna (Tenerife) y, desde 1964, en la Universidad Complutense de Madrid. Formó su familia y reside ininterrumpidamente desde entonces en Madrid, vinculado hasta su jubilación al Instituto de Radio Televisión Española. Mantiene una estrecha vinculación con el Valle del Tiétar.

### Obra literaria
Ya en 1959, mientras cursaba el bachillerato en el Colegio Viera y Clavijo de Las Palmas, promueve el llamado Club Los Amigos junto con otros jovencísimos poetas grancanarios (José María Tramunt, Leopoldo O'Shanahan, Jorge Rodríguez Padrón, Jürgen Flick y Eduardo Artiles); entre ese año y 1965, el Club desarrolla una intensa actividad en forma de recitales poéticos, exposiciones de pintura y representaciones teatrales. En 1963, Eugenio Padorno, Carlos Pinto, Alberto Pizarro, José Luis Pernas y Miguel Martinón fundan la mítica Colección Mafasca de poesía. Unos años después tendrán presencia pública en la antología Poesía canaria última (1966) que ha dado nombre a su generación, denominada por otros Generación de 1965, y que incluyó a Fernando Ramírez, José Caballero Millares, Manuel González Barrera, Baltasar Espinosa, Antonio García Ysábal, Juan Jiménez, Lázaro Santana, Eugenio Padorno, José Luis Pernas, Jorge Rodríguez Padrón, Alberto Pizarro y Alfonso O’Shanahan.
Las primeras publicaciones de Pernas fueron Hombre aprendiendo (1964), primer título de su colección, y Cuaderno de urgencia (1965); en 1967 obtuvo el Premio Litoral (Málaga). Una década después publica Vértigo 6 y medio (1976) y Renacimiento (1977). En 1983 gana el Premio Gredos de Poesía (Arenas de San Pedro) con el poemario que publicará al año siguiente, Oficio elemental. Se mantendrá casi tres décadas en silencio, hasta la publicación de su obra más extensa, Que no sea el olvido, en 2010. En 2016 ha revisado y reordenado su obra en el volumen Acaso el tiempo. De su obra ha escrito Jorge Rodríguez Padrón lo siguiente: "Ese verso suyo, breve pero denso, huye por igual [...] del fácil sentimentalismo y de las formulaciones aprendidas: el poema sólo necesita decirse, con total naturalidad; y es así como de leerlo: como cosa nuestra".

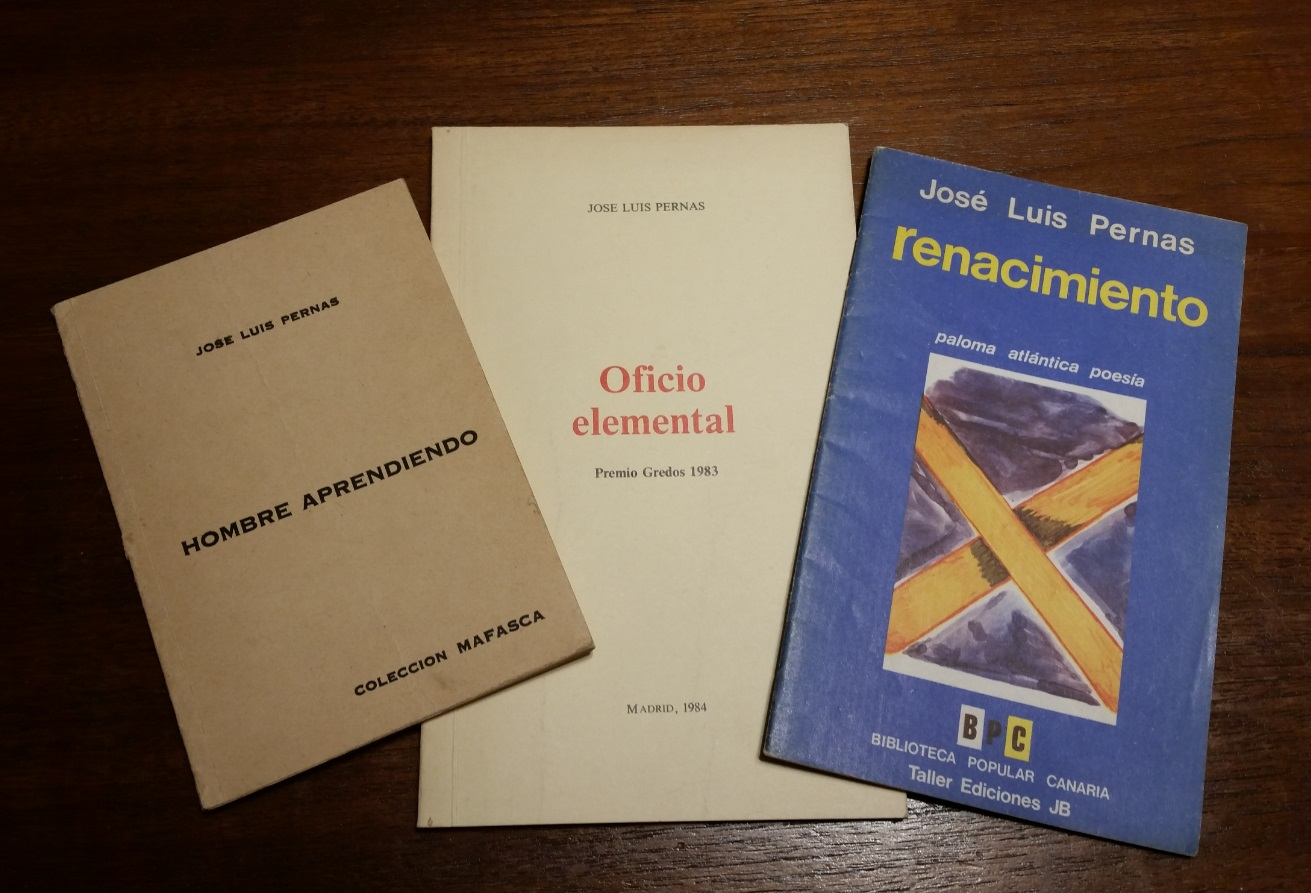
Libros de José Luis Pernas

### Antologías y otras colaboraciones
El artista José Abad dedicó en 1964 una serie de catorce linograbados a poemas de Eugenio Padorno, José Luis Pernas y Alberto Pizarro. 
Formó parte de las antologías Poesía canaria última (1966) -ya mencionada- y Antología de la joven poesía española (1967).
Poemas suyos han aparecido en las páginas literarias de la prensa canaria y en revistas como Caracola (Málaga), Fablas (Las Palmas) o El Ciervo (Barcelona). 
Algunos de sus poemas fueron cantados por artistas canarios. "Aprendiendo a morir" fue incluido en 2002 en el disco "A la libertad", grabado conjuntamente por los grupos Palo y Canto 7 en edición del Centro de la Cultura Popular Canaria. "Cuando los niños juegan a la guerra" fue musicado por Juan Carlos Zamboni e interpretado por Mari Carmen Mulet en los discos Pasiones (2002) y Los grandes éxitos de Mari Carmen Mulet (2004).

## Obras
- Hombre aprendiendo, Las Palmas de Gran Canaria: Mafasca, 1964.
- Cuaderno de urgencia, Madrid: Facultad de Ciencias de Madrid, 1965.
- Vértigo 6 y medio, Las Palmas de Gran Canaria: Mafasca para Bibliófilos, 1976.
- Renacimiento, Madrid: Taller de Ediciones JB, 1977.
- Oficio elemental, Madrid: Ayuntamiento de Arenas de San Pedro, 1984.
- Que no sea el olvido, Las Palmas de Gran Canaria: Anroart, 2010.
- Acaso el tiempo. Poesía reunida, introducción de Jorge Rodríguez Padrón, Palma de Mallorca: Los Papeles de Brighton, 2016.

### Antologías en las que está incluido
- Lázaro Santana y Eugenio Padorno (editores), Poesía canaria última, prólogo de Ventura Doreste, Las Palmas de Gran Canaria: Museo Canario, 1966.
- Enrique Martín Pardo (editor), Antología de la joven poesía española, Madrid: Pájaro Cascabel, 1967.
- Félix Casanova de Ayala (editor), Los mejores poemas de ayer y hoy, La Laguna: Centro de la Cultura Popular Canaria, 1989.
- Eduardo Moga (editor), Dieciséis de Brighton. Antología poética, Madrid: Los Papeles de Brighton, 2023.